# 새벽까지 강하지 않아도 돼
〈새벽까지 강하지 않아도 돼〉(夜明けまで強がらなくてもいい 요아케마데츠요가라나쿠데모이이[*])은 일본의 여성 아이돌 그룹 노기자카46의 24번째 싱글이다. 2019년 9월 4일에 N46Div.를 통해 발매되었다. 센터는 4기생 엔도 사쿠라가 맡았다.